# Jean-Christophe Delpias
Jean-Christophe Delpias, né le 31 décembre 1968 à Montpellier, est un réalisateur français.

## Biographie
Assistant-réalisateur à partir de 1987 sur une cinquantaine de films et téléfilms auprès entre autres de Pierre Etaix, Claude Lelouch, Serge Meynard, Jean-Marie Poiré, Erick Zonca, Emilie Deleuze, Éric Rochant, Enki Bilal, Martin Lamotte, Zabou Breitman, Sam Karmann, François Dupeyron, Valérie Guignabodet, Robert Guediguian…
Il est veuf de la réalisatrice et scénariste Éléonore Faucher et père de ses deux enfants.

## Filmographie
- 1994 : Chinoiseries (court métrage, 20 min)
- 2010 : Les Amants naufragés (téléfilm, 93 min)
- 2011 : Valparaiso (téléfilm, 97 min)
- 2014 : Profilage (saison 5, épisode 8, 47 min)
- 2015 : Falco (saison 3, épisode 5, 6, 7 et 8)
- 2016 : Alice Nevers : Le juge est une femme (série télévisée, saison 13, deux épisodes)
- 2017 : Quand je serai grande je te tuerai
- 2017 : Alice Nevers : Le juge est une femme (saison 14, deux épisodes)
- 2018 : Prof T (série télévisée, saison 1, deux épisodes)
- 2018 : Alice Nevers : Le juge est une femme (saison 15, deux épisodes)
- 2018 : Tandem (série télévisée, saison 2, deux épisodes)
- 2019 : Cherif
- 2021 : HPI (série télévisée, saison 2, épisodes 5 et 6)
- 2021 : Le Code
- 2024 : Rivière-Perdue
- 2024 : Face à Face
- 2024 : Mademoiselle Holmes